# Lago di Candia
Lago di Candia este o arie protejată (arie specială de conservare — SAC, sit de importanță comunitară — SCI, arie de protecție specială avifaunistică — SPA) din Italia întinsă pe o suprafață de 335 ha, integral pe uscat.

## Localizare
Centrul sitului Lago di Candia este situat la coordonatele 45°19′41″N 7°54′32″E / 45.3281°N 7.9089°E.

## Înființare
Situl Lago di Candia a fost declarat sit de importanță comunitară în septembrie 1995 pentru a proteja 43 de specii de animale. Alte tipuri de protecție:
- arie de protecție specială avifaunistică (în august 2000)[2]
- arie specială de conservare (în noiembrie 2017)[1][3][4]

## Biodiversitate
Situată în ecoregiunea continentală, aria protejată conține 6 habitate naturale: Lacuri eutrofice naturale cu vegetație de tip Magnopotamion sau Hydrocharition, Mlaștini turboase de tranziție și turbării mișcătoare, Liziere de ierburi înalte hidrofile de câmpie și de nivel montan până la alpin, Păduri de stejar sau de stejar și carpen sub-atlantice și medio-europene de Carpinion betuli, Cursuri de apă de la nivel de câmpie la nivel montan, cu vegetație Ranunculion fluitantis și Callitricho-Batrachion, Păduri aluvionare cu Alnus glutinosa și Fraxinus excelsior (Alno-Padion, Alnion incanae, Salicion albae).
La baza desemnării sitului se află mai multe specii protejate:
- păsări (42): lăcar mare (Acrocephalus arundinaceus), lăcar-de-mlaștină (Acrocephalus palustris), lăcar-de-lac (Acrocephalus scirpaceus), pescăruș albastru (Alcedo atthis), rață pitică (Anas crecca), rață mare (Anas platyrhynchos), egretă mare (Ardea alba), stârc roșu (Ardea purpurea), rață-cu-cap-castaniu (Aythya ferina), rața moțată (Aythya fuligula), rață roșie (Aythya nyroca), buhai de baltă (Botaurus stellaris), caprimulg (Caprimulgus europaeus), Cettia cetti, chirighiță neagră (Chlidonias niger), erete de stuf (Circus aeruginosus), erete vânăt (Circus cyaneus), erete cenușiu (Circus pygargus), cristeiul de câmp (Crex crex), egretă mică (Egretta garzetta), presură de grădină (Emberiza hortulana), presură de stuf (Emberiza schoeniclus), lișiță (Fulica atra), cufundar polar (Gavia arctica), cufundar mic (Gavia stellata), stârc pitic (Ixobrychus minutus), sfrâncioc roșiatic (Lanius collurio), grelușel-de-zăvoi (Locustella luscinioides), ciocârlie de pădure (Lullula arborea), rață fluierătoare (Mareca penelope), rață pestriță (Mareca strepera), gaia neagră (Milvus migrans), stârc de noapte (Nycticorax nycticorax), vultur pescar (Pandion haliaetus), viespar (Pernis apivorus), cormoran mare (Phalacrocorax carbo), ciocănitoarea verde (Picus viridis), corcodel mare (Podiceps cristatus), cresteț pestriț (Porzana porzana), pițigoi-pungar (Remiz pendulinus), Spatula clypeata, chiră de baltă (Sterna hirundo)
- mamifere (1): liliacul mare cu potcoavă (Rhinolophus ferrumequinum)

Pe lângă speciile protejate, pe teritoriul sitului au mai fost identificate 11 specii de plante, 1 specie de păsări, 5 specii de amfibieni, 2 specii de mamifere, 2 specii de nevertebrate, 5 specii de reptile.